# Compagnie Bodecker & Neander
En 1996, les musiciens et mimes Wolfram von Bodecker et Alexander Neander fondent le Théâtre Mimomagique qui deviendra en 2005 la Compagnie Bodecker & Neander.
Leur première production est Silence, puis Out of the Blue, puis c'est tout.
en 2003, la compagnie est invitée par l’Orchestre de chambre de Stuttgart pour faire un concert visuel de musique contemporaine, au Metropolitan Museum of Art de New York, sous la direction de Dennis Russel Davies et en présence du compositeur Philip Glass.
La Compagnie Bodecker&Neander s’est produite en Belgique, au Venezuela, en France, en Italie, en Suisse, en Allemagne, en Grande-Bretagne, en Chine, au Japon, à Taïwan, aux États-Unis, et en Pologne, cultivant un franc succès auprès des enfants.
En janvier 2004, la Compagnie Bodecker & Neander coécrit avec le metteur en scène Lionel Ménard une pièce pour enfants, Bonjour Monsieur Satie, une création en hommage au compositeur français Erik Satie. Ce spectacle a été produit par le Konzerthaus de Berlin et figure désormais à son répertoire officiel pour enfants.

## Biographies
- Wolfram von Bodecker est né en 1969 à Schwerin. Il prend très tôt des cours auprès de magiciens professionnels et fait une tournée avec son propre programme de magie. En 1995, il obtient le diplôme de l’École internationale de Mimodrame Marcel Marceau à Paris. Marceau l’engage pour faire partie de ses productions : Un soir à l’Eden, Le Manteau, Le Chapeau Melon et Les Contes fantastiques.

- Alexander Neander est né en 1970 à Paris. Il s’inscrit à l’âge de 12 ans au cours de mime de Stuttgart. Il effectue par la suite ses études dans le domaine de la commedia dell'arte et le théâtre noir. Il est diplômé de l’École internationale de Mimodrame Marcel Marceau à Paris. Depuis 1995, Alexander Neander a été membre de la compagnie Marcel Marceau. Il a été également le secrétaire de Marcel Marceau.